# تياغو جيرالنيك
تياغو خوسيه جيرالنيك (بالإسبانية: Tiago Geralnik) هو لاعب كرة قدم أرجنتيني من مواليد 31 مارس 2003، يلعب في مركز خط الوسط لنادي فياريال (ب).

## وصلات خارجية
- تياجو جيرالنيك على موقع BDFutbol
- تياغو جيرالنيك  على سكروي